# Villanueva de Jiloca
Villanueva de Jiloca (aragónul Villanueva de Xiloca) község Spanyolországban,  Zaragoza tartományban. Villanueva de Jiloca Daroca, Nombrevilla, San Martín del Río és Valdehorna községekkel határos. Lakosainak száma 69 fő (2024).

## Népesség
A település népessége az utóbbi években az alábbiak szerint változott:
| Lakosok száma | 109  | 85   | 89   | 74   | 60   | 52   | 52   | 54   | 68   | 69   |
|               | 2001 | 2004 | 2007 | 2009 | 2012 | 2014 | 2017 | 2019 | 2022 | 2024 |